# The Chainheart Machine
The Chainheart Machine è il secondo album in studio della band melodic death metal svedese Soilwork. L'album presenta delle sonorità simili a quelle del suo predecessore, lasciando sempre poco spazio alle tastiere e alle melodie e privilegiando le chitarre e la batteria, anche se tuttavia si nota una certa crescita artistica, anche e soprattutto nella qualità dei Soli che diventano più tecnici e meno stridenti. È infatti ritenuto da molti critici il loro capolavoro.

## Tracce
1. Chainheart Machine - 4:02
2. Bulletbeast - 4:38
3. Millionflame - 4:20
4. Generation Speedkill - 4:27
5. Neon Rebels - 3:24
6. Possessing the Angels - 4:00
7. Spirits of the Future Sun - 6:00
8. Machinegun Majesty - 5:06
9. Room No 99 - 7:40 (la canzone Room No 99 dura 5:00. Dopo 2 minuti di silenzio (5:00 - 7:00), inizia una hidden track)
10. Shadow Child (Bonus Japan) - 4:50

## Formazione
- Bjorn "Speed" Strid - voce
- Peter Wichers - chitarra ritmica e solista
- Ola Frenning -  e solista
- Ola Flink - basso
- Henry Ranta - batteria
- Carlos Del Olmo Holmberg - tastiere